# Ubihinon
Ubihinon (koenzim Q10, ubikvinon, ubidekarenon, koenzim Q, Q10) je 1,4-benzohinon, gde se Q odnosi na hinonsku hemijsku grupu, i 10 označava broj izoprenilnih hemijskih podjedinica u njegovom repu.
Ova u ulju rastvorna, vitaminu slična supstanca je prisutna u većini eukariotskih ćelija, prvenstveno u mitohondrijama. Ona je komponenta lanca transporta elektrona i učestvuje u aerobnoj ćelijskoj respiraciji, generišući energiju u obliku ATP-a. Devedeset pet procenata energije ljudskog tela se generiše na taj način. Stoga, organi sa najvišim zahtevom za energiju, kao što su srce, jetra i bubrezi, imaju najviše koncentracije CoQ10. Postoje tri redoks stanja koenzima Q10: potpuno oksidizovano (ubihnon), semihinon (ubisemihinon), i potpuno redukovano (ubihinol). Sposobnost ovog molekula da postoji u potpuno oksidovanoj formi i potpuno redukovanoj formi omogućava mu da izvodi svoju funkciju u lancu transporta elektrona i da deluje kao antioksidans.

## Spoljašnje veze
- Detailed discussion of coenzyme q10 health benefits
- Robert Alan Bonakdar and Erminia Guarneri, American Family Physician page on Coenzyme Q10
- An Introduction to Coenzyme Q10
- Possible Health Benefits of Coenzyme Q10 at Oregon State University
- Study Suggests Coenzyme Q10 Slows Functional Decline in Parkinson's Disease at National Institute of Neurological Disorders and Stroke